# Lemery (Batangas)
Pour les articles homonymes, voir Lemery.
Lemery (en tagalog : Bayan ng Lemery) est une municipalité de la province de Batangas aux Philippines. C'est un centre urbain qui compte 93 186 habitants lors du recensement de 2020.

## Géographie
Lemery est située sur l'île de Luçon, la plus grande île de l'archipel des Philippines, à 25 kilomètres de Batangas, la capitale de la province, et à 130 kilomètres de Manille, la capitale des Philippines.

## Personnalités liées
- Teodoro Agoncillo (nl) (1912-1985), historien philippin, né à Lemery.